# Timo Bossler

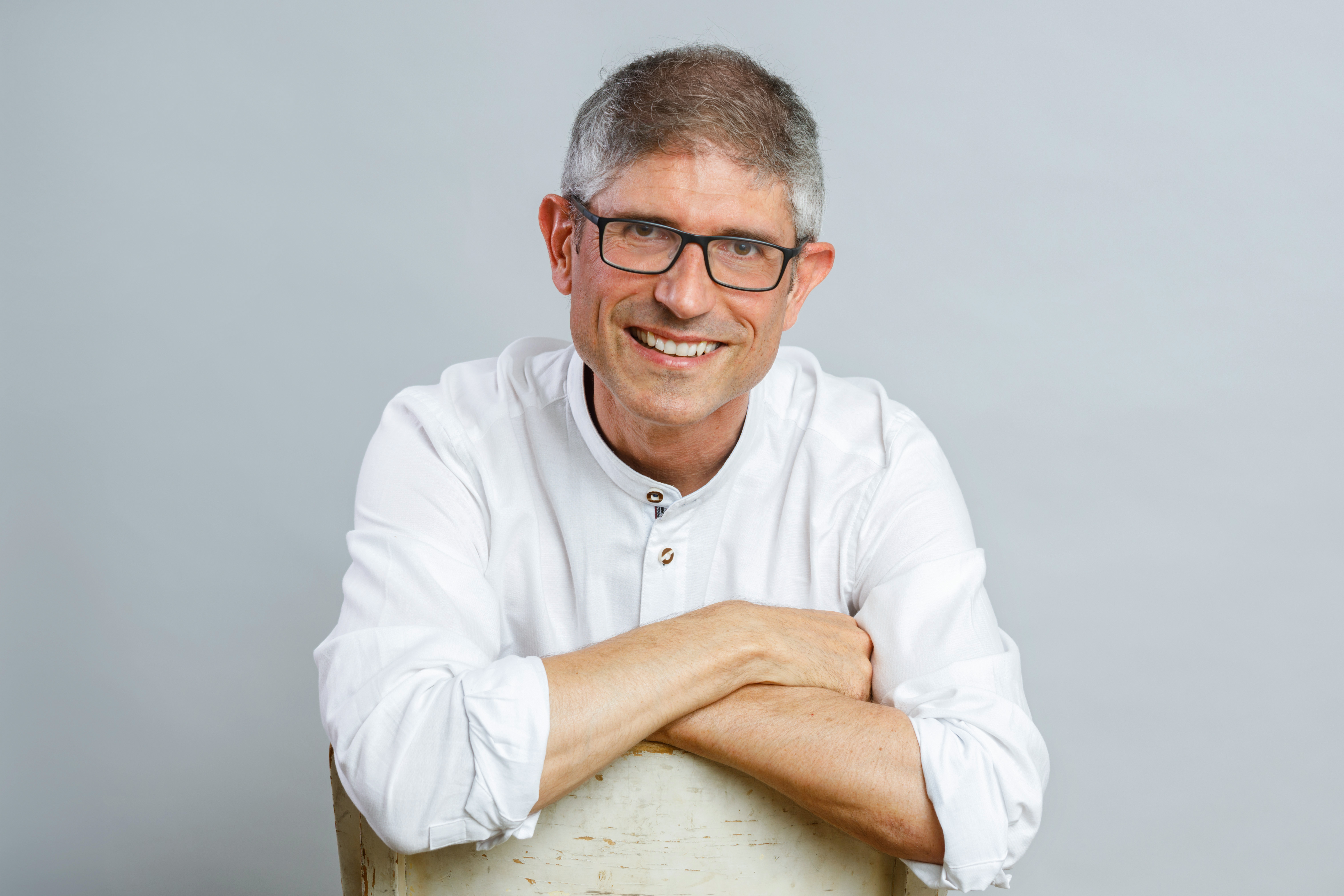
Timo Bossler (2024)

Timo Bossler (* 13. November 1978 in Leutkirch/Allgäu) ist ein deutscher Trompeter, Musikpädagoge und Komponist.

## Leben und Wirken
Bossler studierte an der Hochschule für Musik Franz Liszt Weimar, Hochschule für Musik und Theater München und am Tiroler Landeskonservatorium bei Uwe Komischke, Hannes Läubin und Erich Rinner (Trompete).
Von 2001 bis 2003 war er Mitglied der Orchesterakademie der Münchner Philharmoniker.
Seit 2004 ist er hauptamtlicher Trompetenlehrer und Fachbereichsleiter für Bläser an der Musikschule Ravensburg e.V. und seit 2018 Musiklehrer am Kolping Bildungszentrum Ravensburg. Außerdem ist er Gründungsmitglied und Trompeter des Ensembles "Die Biberacher Bachtrompeten" sowie der Showband "Allgäuwild".
Weiters verfasste er zahlreiche Kompositionen für großes Blasorchester und Blechbläserensembles für den Musikverlag Edition Rinner. Zahlreiche seiner Werke sind auf Tonträgern veröffentlicht. So auch auf seinen eigenen CDs "Nur für Dich" und "Klang der Berge" aus den Jahren 2021 und 2024.

## Kompositionen (Auswahl)
- Am Abend, Solo für 2 Flügelhörner und Blasorchester. Edition Rinner.
- Ein Feuerwerk der Blasmusik, Polka für Blasorchester. Edition Rinner.
- Klang der Berge, Ballade für 2 Trompeten und Blasorchester. Edition Rinner.
- Trompeten-Galopp, Solo für 2 Trompeten und Blasorchester. Edition Rinner.
- Die Waldburg, Marsch für Blasorchester. Edition Rinner.
- Sternenglanz, Walzer für Blasorchester. Edition Rinner.
- Musikantentraum, Polka für Blasorchester. Edition Rinner.
- Am schönen Alpsee, Walzer mit Gesang und Blasorchester. Edition Rinner.
- Liebe, Polka für Blasorchester. Edition Rinner.
- 10 Duette für Flügelhorn oder Trompete. Edition Rinner.
- 6 Trios für Trompete. Edition Rinner.
- Swinging Trumpets, für 3 Trompeten. Edition Rinner.
- Trio classico, für 3 Trompeten. Edition Rinner
- Suite in Es, für 3 Trompeten. Edition Rinner.

## CDs
- Nur für Dich. Tonmedien Brutscher 2021
- Klang der Berge. Tonmedien Brutscher 2024